# Eddie Lewis (futbolista)
Edward (Eddie) Lewis (Cerritos, California, 17 de mayo de 1974) es un exfutbolista estadounidense que jugaba como mediocampista izquierdo y su último equipo fue Los Ángeles Galaxy en la Major League Soccer de Estados Unidos.

## Trayectoria
- Juveniles

| Club | País           | Año         |
| ---- | -------------- | ----------- |
| UCLA | Estados Unidos | 1992 - 1996 |

- Profesional

| Club                 | País           | Año         | Part. | Goles | Asist. | Prom. |
| -------------------- | -------------- | ----------- | ----- | ----- | ------ | ----- |
| San Jose Earthquakes | Estados Unidos | 1996 - 2000 | 115   | 9     | 6      | 0,08  |
| Fulham               | Inglaterra     | 2000 - 2002 | 16    | 0     | 0      | 0,00  |
| Preston North End    | Inglaterra     | 2002 - 2005 | 114   | 14    | 14     | 0,12  |
| Leeds United         | Inglaterra     | 2005 - 2007 | 93    | 9     | 8      | 0,10  |
| Derby County         | Inglaterra     | 2007 - 2008 | 27    | 0     | 2      | 0,07  |
| Los Angeles Galaxy   | Estados Unidos | 2008 - 2010 | 58    | 3     | 5      | 0,05  |
| Total                |                | 1996 - 2010 | 423   | 35    | 35     | 0,08  |

- Selección

| País           | Año         | Part. | Goles | Asist. | Prom. |
| -------------- | ----------- | ----- | ----- | ------ | ----- |
| Estados Unidos | 1996 - 2008 | 82    | 10    | 1      | 0,12  |

- Total

| Plantel     | Part. | Goles | Asist. | Prom. |
| Clubes      | 423   | 35    | 35     | 0,08  |
| Selecciones | 82    | 10    | 1      | 0,12  |
| Total       | 505   | 45    | 36     | 0,08  |
| ----------- | ----- | ----- | ------ | ----- |

- Datos: Q350634
- Multimedia: Eddie Lewis / Q350634